# Tabarat al-Hamra
Tabarat al-Hamra (arab. تبارة الحمراء) – wieś w Syrii, w muhafazie Hama. W 2004 roku liczyła 256 mieszkańców.